# Larry Sanders
Larry Sanders (* 21. November 1988 in Fort Pierce, Florida) ist ein ehemaliger amerikanischer Basketballspieler, der zwischen 2010 und 2017 in der National Basketball Association spielte.

## College
Er besuchte das Port St. Lucie College und anschließend die Virginia Commonwealth University (VCU). Nach seinem Juniorjahr gab er im April 2010 bekannt, dass er die VCU verlässt, um sich für den NBA-Draft anzumelden.

## NBA
Beim NBA-Draft 2010 wurde er an 15. Stelle von den Milwaukee Bucks gedraftet. Am 21. Februar 2011 wurde er zu den Fort Wayne Mad Ants in die NBA D-League ausgeliehen. Am 28. Februar wurde er zurück zu den Milwaukee Bucks berufen. Sein bislang bestes Spiel bestritt er bei einer Niederlage gegen die Minnesota Timberwolves, bei dem er 10 Punkte, 12 Rebounds und 10 Blocks erreichte. Die Saison 2013/14 schloss Sanders mit 2,8 Blocks pro Spiel als Zweitbester Shotblocker der Liga ab. Bei der Wahl zum NBA Most Improved Player Award landete er auf den dritten Platz.
Am 20. August 2013 unterschrieb Sanders einen 44 Millionen US-Dollar dotierten Vierjahresvertrag bei den Bucks.
Aufgrund einer Kneipenschlägerei, bei der er sich verletzte, fiel Sanders für 25 Spiele aus. Er absolvierte nur 23 Spiele in der Saison und konnte dabei die Leistung aus der vorherigen Saison nicht bestätigen. Im April 2014 fiel Sanders erneut negativ aus, als er bei einem Drogentest positiv auf Marijuana getestet wurde. Zur Strafe wurde er für fünf Spiele gesperrt. Während der Saison 2014/15 wurde Sanders erneut wegen eines Drogendelikt für 10 Spiele suspendiert. Am 18. Februar 2015 einigten sich Sanders und die Bucks auf eine sofortige Auflösung des Vertrages. Sanders erhält von den ihm zustehenden 40 Millionen US-Dollar, ungefähr die Hälfte von den Bucks. Sanders erklärte nach seiner Vertragsauflösung mit dem Basketball aufzuhören und begab sich in ein Krankenhaus, um seine Depression zu bekämpfen.
Am 26. Januar 2017 verkündete Sanders wieder in die NBA zurückkehren zu wollen. Am 13. März 2017 unterschrieb er einen Vertrag bis zum Saisonende bei den Cleveland Cavaliers, nachdem sich der eigentlich für die Center-Position vorgesehene Neuzugang Andrew Bogut bereits in seinem ersten Spiel für die "Cavs" schwer verletzte. Er konnte sich bei den Cavaliers nicht etablieren und fand danach kein Engagement in der NBA wieder.